# Denver Nuggets 1981-1982
La stagione 1981-82 dei Denver Nuggets fu la 6ª nella NBA per la franchigia.
I Denver Nuggets arrivarono secondi nella Midwest Division della Western Conference con un record di 46-36. Nei play-off persero al primo turno con i Phoenix Suns (2-1).

## Roster
| N° | Naz.                   | Ruolo | Sportivo        | Anno | Alt. | Peso |
| -- | ---------------------- | ----- | --------------- | ---- | ---- | ---- |
| 1  | Stati Uniti (bandiera) | G     | Kenny Higgs     | 1955 | 183  | 82   |
| 2  | Stati Uniti (bandiera) | A     | Alex English    | 1954 | 201  | 86   |
| 5  | Stati Uniti (bandiera) | G     | David Burns     | 1958 | 188  | 82   |
| 7  | Stati Uniti (bandiera) | G     | Billy McKinney  | 1955 | 183  | 73   |
| 10 | Stati Uniti (bandiera) | G     | John Roche      | 1949 | 191  | 77   |
| 22 | Stati Uniti (bandiera) | GA    | Glen Gondrezick | 1955 | 198  | 99   |
| 23 | Stati Uniti (bandiera) | GA    | T.R. Dunn       | 1955 | 193  | 87   |
| 25 | Stati Uniti (bandiera) | AC    | Dave Robisch    | 1949 | 208  | 107  |
| 33 | Stati Uniti (bandiera) | GA    | David Thompson  | 1954 | 193  | 88   |
| 34 | Stati Uniti (bandiera) | AC    | Cedrick Hordges | 1957 | 203  | 100  |
| 43 | Stati Uniti (bandiera) | A     | James Ray       | 1957 | 203  | 98   |
| 44 | Stati Uniti (bandiera) | AC    | Dan Issel       | 1948 | 206  | 107  |
| 55 | Stati Uniti (bandiera) | A     | Kiki Vandeweghe | 1958 | 203  | 100  |

## Staff tecnico
- Allenatore: Doug Moe
- Vice-allenatori: Donnie Walsh, John Nilen